# Càpsula de porcellana
Una càpsula és un vas en forma de casquet esfèric, del qual hom se serveix principalment per a evaporar líquids.
Les càpsules més usuals són les de porcellana i són emprades en anàlisi gravimètrica. La porcellana permet resistir altes temperatures i, també, dissolucions molt alcalines. Les càpsules de porcellana, com la resta d'instruments de porcellana, estan vidriats totalment, o almenys per la part interna, per evitar l'adherència de partícules a les seves parets.